# توني ماودسلي
توني ماودسلي (بالإنجليزية: Tony Maudsley)‏ هو ممثل بريطاني، ولد في 30 يناير 1968 في المملكة المتحدة.

## أعمال

### أفلام
- (2004) فانيتى فير[1][2]
- (2007) هاري بوتر وجماعة العنقاء[3][4]

## وصلات خارجية
- توني ماودسلي على موقع IMDb (الإنجليزية)
- توني ماودسلي على موقع ألو سيني (الفرنسية)
- توني ماودسلي على موقع أول موفي (الإنجليزية)
- توني ماودسلي على موقع قاعدة بيانات الأفلام السويدية (السويدية)
- توني ماودسلي على موقع قاعدة بيانات الفيلم (الإنجليزية)
- توني ماودسلي على موقع كينوبويسك (الروسية)